# Лом (албум)
Лом је шести студијски албум Секе Алексић, издат за Гранд продукцију, 2. маја 2012. На албуму су радили Драган Брајовић Браја, Дејан Абадић, Марина Туцаковић, Драгиша Баша и остали сарадници који су компоновали или написали песму специјално за певачицу. Овај албум је лошије прошао код публике у односу на остале Секине албуме.

## Списак песама
1. Лом, лом
2. Але, але
3. Кажу сви
4. Лака мета
5. Једном твоја срећна никада
6. Брига ме
7. Кучка
8. Рођена да будем друга
9. Судбино реци
10. Моли ме